# Abrahámovce (Kežmarok)
Abrahámovce (deutsch Abrahamsdorf, ungarisch Ábrahámpikfalva – bis 1892 Ábrahámfalu) ist eine Gemeinde in der Ostslowakei.
Der Ort wurde 1286 zum ersten Mal schriftlich als Abraham erwähnt. Er gehörte bis 1803 zum Kleinen Komitat des Stuhls der zehn Lanzenträger. Zu ihr gehört der 1892 eingemeindete Ort Pikovce (deutsch Picksdorf, ungarisch Pikfalva).
Sie hieß bis von 1927 bis 1952 slowakisch Abrahamovce-Pikovce, bis 1982 Abrahamovce.

## Bevölkerung
| Jahr                | 1994 | 2004    | 2014     | 2024 |
| ------------------- | ---- | ------- | -------- | ---- |
| Anzahl der Personen | 212  | 227     | 263      | 263  |
| Unterschied         |      | +7,07 % | +15,85 % | +0 % |

| Jahr                | 2023 | 2024 |
| ------------------- | ---- | ---- |
| Anzahl der Personen | 263  | 263  |
| Unterschied         |      | +0 % |